# Bastian Semm

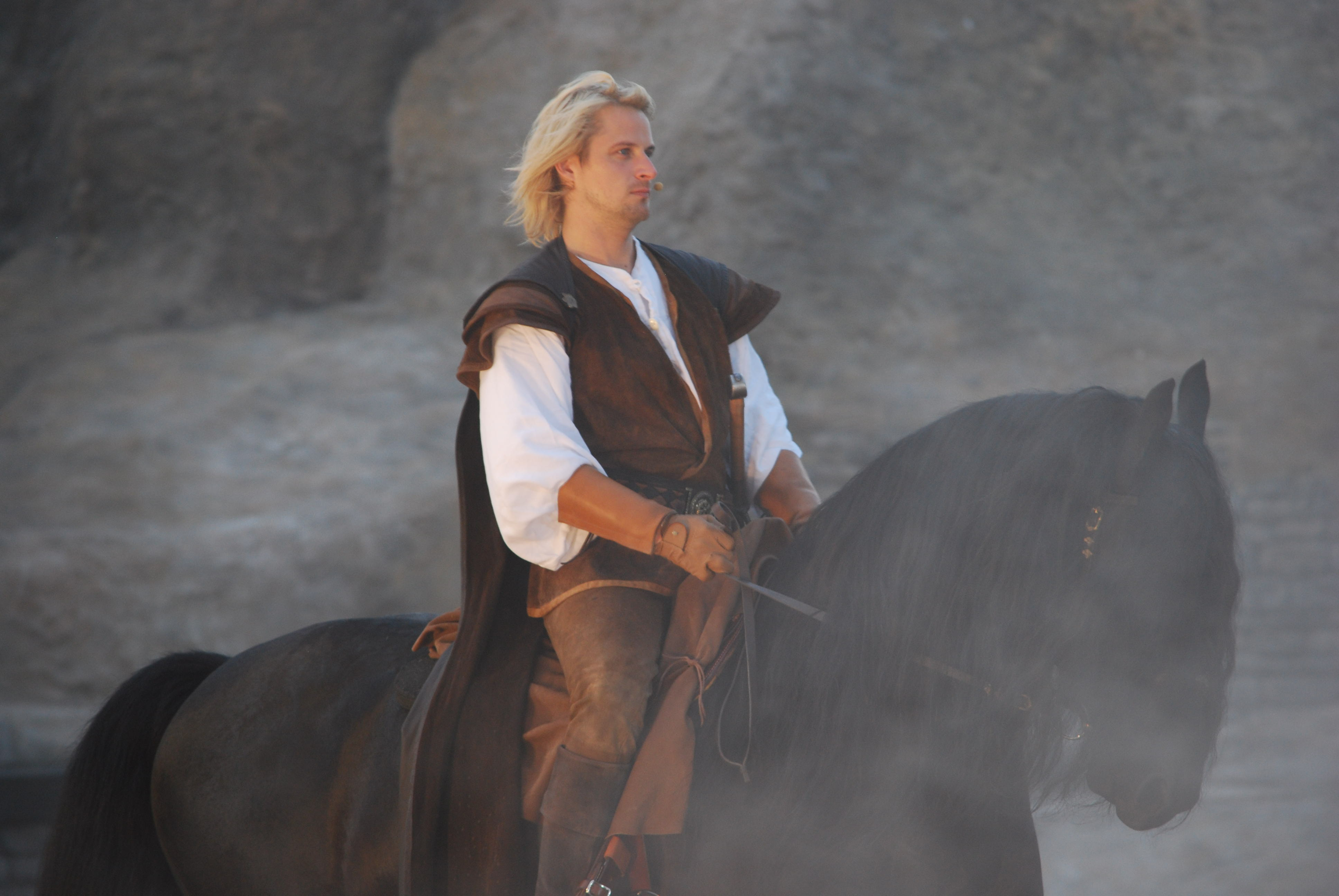
Bastian Semm als Klaus Störtebeker bei den Störtebeker Festspielen

Bastian Semm (* 26. September 1979 in Bochum) ist ein deutscher Schauspieler, Singer-Songwriter und Musiker.

## Leben und Karriere
Bastian Semm wuchs in Bochum auf und machte dort 1999 sein Abitur. Er studierte Schauspiel an der Hochschule für Musik und Theater „Felix Mendelssohn Bartholdy“ Leipzig und war bis 2009 fest am Theater Basel engagiert. Er spielte den Octavianus in Shakespeares Julius Cäsar und wurde 2009 für seine Darstellung des Peer Gynt bei den Luisenburg-Festspielen in Wunsiedel mit dem Rosenthal-Nachwuchspreis ausgezeichnet. Am Theater der Stadt Heidelberg war er danach u. a. in Lennon oder Jenseits von Eden zu sehen. Im Sommer 2011 spielte er den Hamlet bei den Bad Hersfelder Festspielen, wofür er den Hersfeld-Preis erhielt.
Seit 2011 tourt er mit Cash – a singer of songs, einem musikalischen Programm über das Leben von Johnny Cash durch Deutschland. 2012 spielte er bei den Luisenburg-Festspielen in Romeo und Julia den Romeo. Von 2013 bis 2017 verkörperte Semm Klaus Störtebeker in Ralswiek auf der Insel Rügen bei den Störtebeker-Festspielen. 2015 war Semm als Kriminalhauptkommissar Martin Vogt in Verbotene Liebe zu sehen. In der Serie Freundinnen – Jetzt erst recht spielt Bastian Semm den GUFA-Chef Florian Berger.
2023 spielte Semm die Figur des Old Shatterhand in Winnetou I – Blutsbrüder bei den Karl-May-Spielen in Bad Segeberg.
Auch 2025 spielt Semm die Figur des Old Shatterhand in Halbblut bei den Karl-May-Spielen in Bad Segeberg.
Semm lebt in Berlin.

## Auszeichnungen
- 2009: Rosenthal-Nachwuchspreis der Luisenburg-Festspiele Wunsiedel für die Rolle des Peer Gynt
- 2011: Hersfeld-Preis für die Titelrolle in Hamlet

## Theaterrollen (Auswahl)
- 2009: Peer Gynt (Luisenburg-Festspiele) als Peer Gynt
- 2011: Hamlet (Bad Hersfelder Festspiele) als Hamlet
- 2012: Romeo & Julia (Luisenburg-Festspiele) als Romeo
- 2013–2017: Störtebeker-Festspiele als Klaus Störtebeker
- 2023: Winnetou I Blutsbrüder – Rolle als Old Shatterhand – Karl-May-Spiele Bad Segeberg (Freilichttheater) – Juni bis September 2023
- 2025: Halbblut Halbblut – Rolle als Old Shatterhand – Karl-May-Spiele Bad Segeberg (Freilichttheater) – ab Juni 2025

## Filmografie (Auswahl)
- 2004: Hallo Robbie! – Episodenrolle
- 2004: Tatort-Friedhof – Hauptrolle
- 2004: Das Abenteuer Freiheit – Hauptrolle
- 2005: Eine Chance für die Liebe
- 2006: Eine Stadt wird erpresst
- 2014: Winnetous Sohn – Old Shatterhand[9]
- 2015: Verbotene Liebe – Hauptrolle
- 2016: Heldt
- 2018: SOKO München (Fernsehserie, Folge: 5 Minuten)
- 2018–2019: Freundinnen – Jetzt erst recht (Fernsehserie)
- 2022–2024: Alles was zählt (Fernsehserie)
- 2024: Gute Zeiten, schlechte Zeiten (Fernsehserie)